# Związek Firm Public Relations
Związek Firm Public Relations (ZFPR) – organizacja branżowa, zrzeszająca podmioty klasyfikowane jako agencje public relations. Podejmuje szereg działań edukacyjnych, promocyjnych oraz informacyjnych, które mają służyć wsparciu budowy branży public relations w Polsce. Podmiot ten jest członkiem Polskiej Konfederacji Pracodawców Prywatnych Lewiatan, Międzynarodowej Organizacji Konsultantów do Spraw Komunikacji (ICCO), Związku Przedsiębiorców i Pracodawców oraz Związku Stowarzyszeń Rada Reklamy. W 2023 roku Związek zrzeszał 36 firm.

## Historia Związku Firm Public Relations
Związek Firm Public Relations rozpoczął swoją działalność w dniu 1 czerwca 2000 roku. Wówczas to 10 agencji PR funkcjonujących na polskim rynku (Feedback/Hill and Knowlton, GGK Public Relations, BCA, Sigma International Poland, ComPress, Profile, Partner of Promotion, The Rowland Company, United Public Relations, Headlines) zawiązało koalicję, podpisując deklarację na rzecz profesjonalnej praktyki PR. Rok później Związek zyskał osobowość prawną. Związek przyjął jako podstawę swojego działania Kodeks Dobrych Praktyk, który definiuje zasady postępowania, praktyki rynkowe oraz standardy realizacji usług public relations. Kodeks ten stworzono zgodnie z Kartą Sztokholmską ICCO. Zasady zapisane w tym dokumencie obowiązują firmy członkowskie ZFPR. Organizacja opiera swoje działania na fundamencie jakim jest etyka. Zrzeszone agencje PR obowiązują zasady określone także w Kodeksie Etyki PR.
W roku 2006 eksperci tworzący ZFPR wydali książkę: Sztuka public relations. Z doświadczeń polskich praktyków. W roku 2021 Związek wydał publikację pt. „20 lat Związku Firm Public Relations. Historia polskiego PR nowego millenium” stworzoną z dwudziestu wywiadów z wybitnymi postaciami, które stworzyły PR nowej ery w Polsce.
Organizacja ta wraz z Polskim Stowarzyszeniem Public Relations oraz Fundacją Internet PR była inicjatorem powołania Rady Etyki Public Relations (21 lutego 2006 roku). Opiekę nad Radą sprawowały naprzemiennie wszystkie trzy organizacje. Podmiot ten jednak nie przetrwał próby czasu zaś Polskie Stowarzyszenie Public Relations wycofało się z prac REPR w roku 2020, co było efektem braku porozumienia w zakresie reformy Rady postulowanej przez PSPR, a nie przyjętej przez ZFPR. Wcześniej z prac w Radzie Etyki Public Relations wyłączona została Fundacja InternetPR. W latach 2018–2020 w wyniku między innymi sporów wewnętrznych w Związku Firm Public Relations z organizacji tej odeszło kilka podmiotów, w tym Public Dialog, ITBC Communication, Alert Media Communication oraz Partner of Promotion Dwie ostatnie agencje zrezygnowały z członkostwa w ZFPR po 20 latach społecznej aktywności, wskazując jako powód konflikty, a także brak akceptacji sposobu, stylu i metod działania władz Związku. Adam Łaszyn (były przewodniczący Rady ZFPR i były wiceprezes Związku) oraz Paweł Trochimiuk (były wieloletni Prezes Związku) w medialnych wypowiedziach zarzucali ówczesnemu prezesowi Związku Sebastianowi Stępakowi szerzenie dezinformacji oraz fake newsów. Podmioty, które opuściły Związek dołączyły następnie do grona współzałożycieli konkurencyjnej względem ZFPR organizacji - Stowarzyszenia Agencji Public Relations. 
W kwietniu 2020 roku Walne Zgromadzenie ZFPR zdecydowało o przystąpieniu organizacji do Związku Stowarzyszeń Rada Reklamy. W roku 2021 Związek opracował raport „PR to nie propaganda”, który miał być elementem dyskusji czym są prawdziwe public relations.

## Cele statutowe Związku Firm Public Relations
Cele Związku Firm Public Relations:
- ochrona praw i interesów agencji członkowskich
- reprezentowanie członków wobec organów państwowych i instytucji
- dbałość o najwyższe standardy etyczne i zawodowe
- umacnianie pozycji zawodu specjalisty PR i kształtowanie właściwego rozumienia roli tego zawodu
- budowanie profesjonalnego dialogu między branżą PR oraz mediami
- realizacja badań dotyczących istotnych w branży zjawisk, tworzenie programów szkoleniowych i edukacyjnych podnoszących kwalifikacje zawodowe oraz kształtujących rozwój profesjonalnych kompetencji.

## Główne projekty realizowane przez Związek
Związek Firm PR realizuje szereg inicjatyw na rzecz rozwoju branży public relations w Polsce. Do najważniejszych należą:
1. Złote Spinacze[3]  – największy konkurs PR w Polsce, organizowany od 2003 roku. Jego celem jest zwiększanie profesjonalizmu i podnoszenie standardów w branży public relations, a także kreowanie jej pozytywnego wizerunku poprzez promowanie najlepszych, najbardziej kreatywnych i rzetelnie wykonanych projektów zrealizowanych w Polsce. Zadaniem Złotych Spinaczy jest również edukacja środowiska biznesowego na temat znaczenia public relations dla funkcjonowania firm czy organizacji[17].
2. The Next Gen of PR –  konkurs skierowany do PR-owców poniżej 35 roku życia, którego celem  jest wyłonienie najlepszej kampanii public relations stworzonej w odpowiedzi na brief konkursowy zadany przez Partnera. Konkurs ten organizowany jest przez ZFPR od 2022 roku i stanowi polskie eliminacje do międzynarodowych rozgrywek ICCO Next Generation PR World Cup[18].
3. #PRCRUSH – zakochaj się w PR –  kampania employer brandingowa skierowana do wszystkich osób zainteresowanych pracą w public relations. Jej celem jest budowanie pozytywnych skojarzeń z branżą i wizerunkiem PR-owca, edukacja młodych ludzi w zakresie najnowszych trendów, pokazanie istoty public relations, jej potencjału i szerokich możliwości[19].
4. Akademia London School of Public Relations – certyfikowany kurs z zakresu public relations, który przeznaczony jest dla osób zaczynających swoją karierę w branży PR. Zajęcia prowadzone są przez wykładowców – praktyków, a program szkolenia obejmuje 15 modułów tematycznych. Po pozytywnym ukończeniu kursu uczestnicy otrzymują międzynarodowy Certyfikat London School of Public Relations.
5. Ranking agencji PR wg fee income[20] - celem jest ukazanie właściwego charakteru usług PR na rynku poprzez skupienie się na doradztwie komunikacyjnym i przychodach z honorariów.
6. Badanie płac – realizowane przez Związek, w celu edukacji środowiska poprzez pokazywanie median stawek rynkowych, a także uświadomienia klientów i potencjalnych klientów o wartości pracy jaką wkłada zespół w dany projekt[21].